# Ibestad
Gmina Ibestad (norw. Ibestad kommune) – norweska gmina leżąca w regionie Troms. Jej siedzibą jest miasto Hamnvik.
Ibestad jest 310. norweską gminą pod względem powierzchni.

## Demografia
Według danych z roku 2005 gminę zamieszkuje 1649 osób. Gęstość zaludnienia wynosi 6,82 os./km². Pod względem zaludnienia Ibestad zajmuje 357. miejsce wśród norweskich gmin.
| ludność stan na 1 stycznia 2005 |         |           |       |
|                                 | kobiety | mężczyźni | razem |
| osób                            | 819     | 830       | 1649  |
| %                               | 49,67%  | 50,33%    | 100%  |

| wykształcenie stan na 1 października 2004 |        |         |        |        |
|                                           | podst. | średnie | wyższe | niezn. |
| osób                                      | 438    | 753     | 162    | 30     |
| %                                         | 31,67% | 54,45%  | 11,71% | 2,17%  |

## Edukacja
Według danych z 1 października 2004:
- liczba szkół podstawowych (norw. grunnskolar): 4
- liczba uczniów szkół podst.: 187

## Władze gminy
Według danych na rok 2011 administratorem gminy (norw. rådmann) jest Helge Høve, natomiast burmistrzem (norw. ordfører, d. borgermester) jest Marit Johanne Johansen.